# 林之晨
林之晨（1978年4月23日—），商人，出生於台灣台北市，台灣大哥大總經理、創業加速器、創業投資機構經營者。AppWorks董事長暨合夥人、富邦能源董事長、富昇數位董事長、台大創投（NTU VC）董事長、APEC Business Advisory Council（ABAC）亞太經合會企業諮詢委員會中華台北代表、亞洲矽谷民間諮詢委員會共同召集人、行政院智慧國家推動小組民間諮詢委員。2016年至2019年獲選擔任台灣網路暨電子商務產業發展協會（TiEA）理事長。

## 生平

### 連續創業時期（1999年–2008年）
林之晨從1999年開始投入創業，曾先後在臺北與紐約共同創辦哈酷網、碩網資訊、旅遊社群Sosauce.com與3D遊戲製作Muse Games。2002年畢業於國立臺灣大學化學工程系輔修經濟系，2006年於紐約大學 (NYU) Stern商學院取得MBA學位。

### 創辦AppWorks（2009年–）
2009年自紐約返回臺灣，創辦AppWorks，並在2010年推出AppWorks Accelerator，將創業加速器的經營觀念與模式引進臺灣。
並自2009年開始在個人網誌MR JAMIE發表文章，分享有關創業、數位經濟的個人觀察。此外，2015-2024年定期在《天下雜誌》撰寫專欄。

### 節目主持人（2014年–2015年）
自2014年8月22日至2015年4月3日，與哈遠儀共同主持節目《改變的起點》。

### 台灣大總經理（2019年–）
2019年4月接任台灣大哥大總經理。
並提出「超5G策略」，包括Gift、Group、Grit、Green、GSEA(Greater South East Asia)等5大面向，作為台灣大前進的指導原則。
2021年3月出資成立「臺大林之晨東南亞助學金」。
2021年9月獲台灣智慧城市發展協會頒發「2021智慧城市卓越貢獻獎」。
2023年2月啟動Jamie’s Gapyear Program。
2023年6月財經媒體《機構投資人》雜誌年度公布「2023年度亞洲最佳管理團隊」評選結果，林之晨拿下年度「最佳執行長」（The Best CEO）第一名。
2024年6月出任富邦能源董事長。
2024年6月《機構投資人》雜誌年度公布「2024年度亞洲最佳管理團隊」評選結果，林之晨蟬聯「最佳執行長」第一名。
2024年11月獲選為IDC「2024未來企業大獎」台灣區「年度CEO」（CEO of the Year）。
2024年12月成立並擔任台大創投（NTU VC）董事長。
2025年5月富昇數位旗下「TWEX台灣大虛擬資產交易所」上線，林之晨出任董事長。
2025年5月出席台灣大學畢業典禮，擔任致詞嘉賓。
2025年5月Extel（原為《機構投資人》）公布「2025年度亞洲最佳管理團隊」評選結果，林之晨蟬聯「最佳執行長」（Best CEO）第一名。
2025年6月研究暨顧問機構Twimbit公布「2025 Twimbit Telecom Awards」，林之晨獲得「年度CEO」（CEO of the Year）。

## 爭議
2023年6月10日，P. LEAGUE+總冠軍賽臺北富邦勇士對新北國王第四戰第四節，因裁判一次對富邦勇士不利、帶有爭議性的判決，引發現場勇士球迷不滿與抗議。在比賽暫停空檔，球員退場及場地清理時，林之晨向場內丟擲水瓶，被臺北富邦勇士懲處總冠軍賽第六戰以及下個賽季禁止進入臺北富邦勇士的主場觀賽，賽後林之晨在臉書發文致歉。

## 著作
- 《Mr. Jamie網路創業七堂課》（電腦人文化，2011年）
- 《Jamie流行銷》（智園出版，2012年）
- 《創業：林之晨》（30雜誌，2015年）

## 家庭
父親為前衛生署長林芳郁，母親為整形外科醫師林靜芸，已婚。

## 其他獎項
| 年份 | 獎項                       |
| ---- | -------------------------- |
| 2015 | 第13屆《遠見卓越創業獎》   |
| 2017 | 美國艾森豪獎學金           |
| 2017 | 第55屆中華民國十大傑出青年 |
| 2021 | 2021智慧城市卓越貢獻獎     |

## 資料來源
1. ↑  APEC 企業諮詢委員會 （页面存档备份，存于），中華台北APEC研究中心
2. ↑  .   [2019-03-31]. （原始内容存档于2021-01-21）.
3. ↑  .   [2025-02-01]. （原始内容存档于2025-05-25）.
4. ↑  數位時代. . 數位時代.   [2016-03-09]. （原始内容存档于2020-12-05）.
5. ↑  . 經濟日報.   [2019-03-31]. （原始内容存档于2019-09-01）.
6. ↑  經營團隊 （页面存档备份，存于），台灣大哥大
7. ↑  .   [2025-02-01]. （原始内容存档于2024-12-05）.
8. ↑  . 遠見雜誌. 2013-08-01. （原始内容存档于2019-08-27）.
9. ↑  . 天下雜誌. 2013-12-25.
10. ↑  . 自由時報. 2019-01-31. （原始内容存档于2019-09-02）.
11. ↑  蕭歆諺. . 遠見. 2019-04-02  [2023-07-04]. （原始内容存档于2023-07-04）.
12. ↑  林淑惠. . 工商時報. 2019-09-09  [2023-07-04]. （原始内容存档于2023-07-04）.
13. ↑  江明晏. . 中央社. 2021-03-17  [2023-07-04]. （原始内容存档于2023-07-04）.
14. ↑  . 社團法人台灣智慧城市發展協會. 2021-09-01  [2023-07-04]. （原始内容存档于2023-07-04）.
15. ↑  . 中央社訊息平台. 2021-09-24  [2023-07-04]. （原始内容存档于2023-07-04）.
16. ↑  .   [2025-02-01]. （原始内容存档于2023-02-10）.
17. ↑  林淑惠. . 工商時報. 2023-06-28  [2023-07-04]. （原始内容存档于2023-07-05）.
18. ↑  .   [2025-02-01]. （原始内容存档于2025-02-09）.
19. ↑  .   [2025-02-01]. （原始内容存档于2024-06-22）.
20. ↑  . 天下.   [2025-05-29]. （原始内容存档于2025-05-22）.
21. ↑  . 中央社.   [2025-05-29]. （原始内容存档于2025-06-14）.
22. ↑  . 經濟日報.
23. ↑  . 經濟日報.   [2025-06-17]. （原始内容存档于2025-06-05）.
24. ↑  黃巧雯. . 中央通訊社. 2023-06-10  [2023-06-12]. （原始内容存档于2023-06-12）.
25. ↑  潘智義. . 中央通訊社. 2023-06-11  [2023-06-11]. （原始内容存档于2023-06-12）.
26. ↑  吳政紘. . NOWnews. 2023-06-11  [2023-06-12]. （原始内容存档于2023-06-12）. 記者再度詢問是否針對林之晨總經理有內部處分，富邦球團並無正面回應，只回答：「他與另外兩位球迷的處分一致，禁賽一季，含總冠軍賽G6。」
27. ↑  尹俞歡. . 遠見. 2015-10-29  [2023-07-04]. （原始内容存档于2023-07-04）.
28. ↑  . 工商時報. 2017-03-31. （原始内容存档于2019-09-01）.
29. ↑  . 國際青年商會中華民國總會. （原始内容存档于2009-02-17）.

## 外部連結
- 林之晨個人網誌 Mr. Jamie （页面存档备份，存于）